# Arnold Henry Guyot
Arnold Henry Guyot (28. září 1807 Boudevilliers – 8. února 1884 Princeton) byl americký geolog a geograf švýcarského původu.
Studoval v Neuchâtelu, Stuttgartu a na berlínské univerzitě, kde se původně věnoval teologii, ale přešel na přírodní vědy a patřil k žákům Alexandra von Humboldta, v roce 1835 získal doktorát za práci o klasifikaci jezer. Přátelil se s Louisem Agassizem, s nímž sdílel vyhraněné kreacionistické názory. V roce 1838 podnikl na Agassizovu radu cestu do Alp, kde jako první provedl odborný výzkum tamních ledovců.
Roku 1848 odešel do Spojených států, kde působil jako profesor fyzické geografie na Princetonské univerzitě a založil zde přírodopisné muzeum, byl autorem učebnice zeměpisu pro americké střední školy. Jeho meteorologická pozorování provozovaná pod záštitou Smithsonian Institution stála u zrodu National Weather Service v roce 1870. Provedl také topografický průzkum Catskill Mountains.
Je podle něj pojmenována budova katedry geografie na Princetonu Guyot Hall, Guyotův ledovec na Aljašce a kráter Guyot na Měsíci. Harry Hammond Hess zavedl roku 1949 na jeho počest označení guyot pro podmořskou stolovou horu, která je vysoká alespoň tři tisíce stop a její vrchol se nachází více než 200 metrů pod hladinou.

## Publikace
- Earth and Man, Lectures on Comparative Physical Geography in its Relation to the History of Mankind (1849)
- A Memoir of Louis Agassiz (1883)
- Creation, or the Biblical Cosmogony in the Light of Modern Science (1884)
- Johnson’s New Universal Cyclopaedia (spolueditor, 1876)